# Badminton-Asienmeisterschaft 2007
Die Badminton-Asienmeisterschaft 2007 fand in Johor Bahru, Malaysia, vom 10. bis 15. April 2007 statt. Das Preisgeld betrug 125.000 USD.

## Austragungsort
- Bandaraya Stadium

## Medaillengewinner
| Disziplin    | Gold                        | Silber                       | Bronze                                            |
| ------------ | --------------------------- | ---------------------------- | ------------------------------------------------- |
| Herreneinzel | Taufik Hidayat              | Chen Hong                    | Anup Sridhar                                      |
| Herreneinzel | Taufik Hidayat              | Chen Hong                    | Yeoh Kay Bin                                      |
| Dameneinzel  | Jiang Yanjiao               | Lu Lan                       | Wang Chen                                         |
| Dameneinzel  | Jiang Yanjiao               | Lu Lan                       | Wong Mew Choo                                     |
| Herrendoppel | Choong Tan Fook Lee Wan Wah | Koo Kien Keat Tan Boon Heong | Zakry Abdul Latif Fairuzizuan Tazari              |
| Herrendoppel | Choong Tan Fook Lee Wan Wah | Koo Kien Keat Tan Boon Heong | Tsai Chia-hsin Hu Chung-shien                     |
| Damendoppel  | Yang Wei Zhao Tingting      | Cheng Shu Zhao Yunlei        | Duanganong Aroonkesorn Kunchala Voravichitchaikul |
| Damendoppel  | Yang Wei Zhao Tingting      | Cheng Shu Zhao Yunlei        | Kumiko Ogura Reiko Shiota                         |
| Mixed        | He Hanbin Yu Yang           | Xu Chen Zhao Tingting        | Fairuzizuan Tazari Wong Pei Tty                   |
| Mixed        | He Hanbin Yu Yang           | Xu Chen Zhao Tingting        | Devin Lahardi Fitriawan Lita Nurlita              |

## Resultate

### Herreneinzel
- Bùi Bằng Đức –  Sophoan Nuon: 21-17 / 21-14
- Pankaj Chand –  Mubarak Mohammed: w.o.
- Nedko Nedelchev –  Maher F. Abood: 21-8 / 21-4
- Tariq Mansour Elfawair –  Radik Zakirov: 21-16 / 21-15
- Uddin Saif –  Jabar Khadem: 21-15 / 21-13
- Saravuth Prum – ?: 21-9 / 21-8
- Đào Mạnh Thắng –  Pashupati Paneru: 18-21 / 21-9 / 21-15
- Sameera Sandakulum –  Andrei Babad: 21-12 / 21-19
- Chanpisey Vann –  Terbish Uuganbayar: 21-16 / 21-11
- Al-Sayed Hamed Ebrahim Jafar –  Omir H. A. Shallal: 21-5 / 21-5
- Nguyễn Huy Giang –  Zhomart Dauletaliyev: 21-5 / 21-14
- Balaram Thapa –  Kelvin Ang: 19-21 / 21-14 / 22-20
- Feras Saheb –  Dowletgeldy Hajiyev: 17-21 / 21-14 / 21-14
- Chanthan Mao –  Tan Chun Seang: w.o.
- Mohammed Jabed Mostafa –  Omar Hani Bani: 21-19 / 21-9
- Bikash Shrestha –  Ebrahim Jafar Al-Sayed Hamed: 21-12 / 21-9
- Bùi Bằng Đức –  Pankaj Chand: 21-12 / 17-21 / 21-15
- Nedko Nedelchev –  Tariq Mansour Elfawair: 18-21 / 21-7 / 21-15
- Uddin Saif –  Saravuth Prum: 21-12 / 21-17
- Đào Mạnh Thắng –  Sameera Sandakulum: 21-16 / 22-20
- Al-Sayed Hamed Ebrahim Jafar –  Chanpisey Vann: 21-10 / 21-17
- Nguyễn Huy Giang –  Balaram Thapa: 21-12 / 16-21 / 21-17
- Chanthan Mao –  Feras Saheb: 21-18 / 22-20
- Mohammed Jabed Mostafa –  Bikash Shrestha: 21-17 / 19-21 / 21-12
- Lee Chong Wei –  Hwang Jung-woon: 23-21 / 21-9
- Chen Long –  Kennevic Asuncion: 21-15 / 21-7
- Ng Wei –  Indra Bagus Ade Chandra: 21-15 / 21-15
- Dương Phương Nam –  Chanthan Mao: 21-2 / 21-7
- Taufik Hidayat –  Koichi Saeki: 21-16 / 21-19
- Niluka Karunaratne –  Dương Bảo Đức: 21-17 / 21-16
- Gong Weijie –  Sairul Amar Ayob: 21-19 / 21-16
- Lee Cheol-ho –  Kuo Ting Hao: 21-15 / 21-3
- Park Tae-sang –  Tan Chun Seang: 21-17 / 21-14
- Hsieh Yu-hsing –  Tommy Sugiarto: 19-21 / 23-21 / 21-18
- Anup Sridhar –  Mohammed Jabed Mostafa: 21-3 / 21-9
- Christian Andersen –  Ismail Saman: 21-9 / 21-17
- Shoji Sato –  Lasitha Menaka: 21-9 / 21-6
- Nguyễn Tiến Minh –  Bùi Bằng Đức: 21-6 / 21-7
- Roslin Hashim –  Andreas Adityawarman: 21-13 / 21-15
- Shon Seung-mo –  Uddin Saif: 21-10 / 21-7
- Kenichi Tago –  Nguyễn Hoàng Hải: 21-19 / 21-18
- Yeoh Kay Bin –  Lin Tsung Han: 21-18 / 21-13
- Ahn Hyun-suk –  Kaveh Mehrabi: 21-7 / 21-12
- Boonsak Ponsana –  You Hao: 21-11 / 21-13
- Ravinder Singh –  Diluka Karunaratne: 21-17 / 21-11
- Chan Yan Kit –  Alamsyah Yunus: 21-10 / 13-21 / 21-17
- Lu Qicheng –  Parash Md. Ahsun Habib: 21-8 / 21-9
- Muhammad Hafiz Hashim –  Hong Ji-hoon: 21-13 / 21-15
- Bandar Sigit Pamungkas –  Nguyễn Hoàng Nam: 22-24 / 23-21 / 22-20
- Lee Tsuen Seng –  Al-Sayed Hamed Ebrahim Jafar: 21-8 / 21-5
- Yousuke Nakanishi –  Đào Mạnh Thắng: 21-6 / 21-15
- Park Sung-hwan –  Liu Chih Lun: 21-14 / 21-13
- Wong Choong Hann –  Liao Sheng-shiun: 21-14 / 21-7
- Simon Santoso –  Nguyễn Huy Giang: 21-9 / 21-8
- Anand Pawar –  Nguyễn Ngọc Tung: 21-18 / 21-17
- Chen Hong –  Son Wan-ho: 21-11 / 21-13

|  | Erste Runde | Erste Runde            | Erste Runde | Erste Runde | Erste Runde |  |  | Achtelfinale      | Achtelfinale   | Achtelfinale | Achtelfinale | Achtelfinale |  |                   | Viertelfinale | Viertelfinale | Viertelfinale | Viertelfinale | Viertelfinale |  |  | Halbfinale | Halbfinale | Halbfinale | Halbfinale | Halbfinale |  |  | Finale | Finale | Finale | Finale | Finale |  |  |
|  |             |                        |             |             |             |  |  |                   |                |              |              |              |  |                   |               |               |               |               |               |  |  |            |            |            |            |            |  |  |        |        |        |        |        |  |  |
|  | 1           | Lee Chong Wei          | 21          | 21          |             |  |  |                   |                |              |              |              |  |                   |               |               |               |               |               |  |  |            |            |            |            |            |  |  |        |        |        |        |        |  |  |
|  |             | Chen Long              | 10          | 8           |             |  |  |                   | Lee Chong Wei  | 21           | 21           |              |  |                   |               |               |               |               |               |  |  |            |            |            |            |            |  |  |        |        |        |        |        |  |  |
|  |             | Ng Wei                 | 21          | 21          |             |  |  | Ng Wei            | 10             | 15           |              |              |  |                   |               |               |               |               |               |  |  |            |            |            |            |            |  |  |        |        |        |        |        |  |  |
|  |             | Dương Phương Nam       | 8           | 11          |             |  |  |                   |                |              |              |              |  | Lee Chong Wei     | 17            | 17            |               |               |               |  |  |            |            |            |            |            |  |  |        |        |        |        |        |  |  |
|  | 5/8         | Taufik Hidayat         | 21          | 21          |             |  |  | Taufik Hidayat    | 21             | 21           |              |              |  |                   |               |               |               |               |               |  |  |            |            |            |            |            |  |  |        |        |        |        |        |  |  |
|  |             | Niluka Karunaratne     | 12          | 17          |             |  |  |                   | Taufik Hidayat | 15           | 21           | 21           |  |                   |               |               |               |               |               |  |  |            |            |            |            |            |  |  |        |        |        |        |        |  |  |
|  |             | Gong Weijie            | 20          | 21          | 21          |  |  | Gong Weijie       | 21             | 10           | 10           |              |  |                   |               |               |               |               |               |  |  |            |            |            |            |            |  |  |        |        |        |        |        |  |  |
|  |             | Lee Cheol-ho           | 22          | 8           | 12          |  |  |                   |                |              |              |              |  | Taufik Hidayat    | 21            | 21            |               |               |               |  |  |            |            |            |            |            |  |  |        |        |        |        |        |  |  |
|  |             | Park Tae-sang          | 8           | 21          | 19          |  |  | Anup Sridhar      | 19             | 14           |              |              |  |                   |               |               |               |               |               |  |  |            |            |            |            |            |  |  |        |        |        |        |        |  |  |
|  |             | Hsieh Yu-hsing         | 21          | 16          | 21          |  |  |                   | Hsieh Yu-hsing | 18           | 17           |              |  |                   |               |               |               |               |               |  |  |            |            |            |            |            |  |  |        |        |        |        |        |  |  |
|  | 9/16        | Anup Sridhar           | 23          | 21          |             |  |  | Anup Sridhar      | 21             | 21           |              |              |  |                   |               |               |               |               |               |  |  |            |            |            |            |            |  |  |        |        |        |        |        |  |  |
|  |             | S. Poompat             | 21          | 14          |             |  |  |                   |                |              |              |              |  | Anup Sridhar      | 20            | 21            | 21            |               |               |  |  |            |            |            |            |            |  |  |        |        |        |        |        |  |  |
|  | 5/8         | Shoji Sato             | 21          | 21          |             |  |  | Shoji Sato        | 22             | 16           | 18           |              |  |                   |               |               |               |               |               |  |  |            |            |            |            |            |  |  |        |        |        |        |        |  |  |
|  |             | Nguyễn Tiến Minh       | 19          | 11          |             |  |  |                   | Shoji Sato     | 21           | 21           |              |  |                   |               |               |               |               |               |  |  |            |            |            |            |            |  |  |        |        |        |        |        |  |  |
|  | 9/16        | Roslin Hashim          | 17          | 21          | 20          |  |  | Shon Seung-mo     | 5              | 14           |              |              |  |                   |               |               |               |               |               |  |  |            |            |            |            |            |  |  |        |        |        |        |        |  |  |
|  |             | Shon Seung-mo          | 21          | 19          | 22          |  |  |                   |                |              |              |              |  | Taufik Hidayat    | 21            | 21            |               |               |               |  |  |            |            |            |            |            |  |  |        |        |        |        |        |  |  |
|  |             | Kenichi Tago           | 13          | 21          | 20          |  |  | Chen Hong         | 18             | 19           |              |              |  |                   |               |               |               |               |               |  |  |            |            |            |            |            |  |  |        |        |        |        |        |  |  |
|  | 9/16        | Yeoh Kay Bin           | 21          | 15          | 22          |  |  |                   | Yeoh Kay Bin   | 24           | 13           | 23           |  |                   |               |               |               |               |               |  |  |            |            |            |            |            |  |  |        |        |        |        |        |  |  |
|  |             | Ahn Hyun-suk           | 10          | 10          |             |  |  | Boonsak Ponsana   | 22             | 21           | 21           |              |  |                   |               |               |               |               |               |  |  |            |            |            |            |            |  |  |        |        |        |        |        |  |  |
|  | 5/8         | Boonsak Ponsana        | 21          | 21          |             |  |  |                   |                |              |              |              |  | Yeoh Kay Bin      | 13            | 21            | 21            |               |               |  |  |            |            |            |            |            |  |  |        |        |        |        |        |  |  |
|  |             | Ravinder Singh         | 10          | 14          |             |  |  | Chan Yan Kit      | 21             | 9            | 14           |              |  |                   |               |               |               |               |               |  |  |            |            |            |            |            |  |  |        |        |        |        |        |  |  |
|  | 9/16        | Chan Yan Kit           | 21          | 21          |             |  |  |                   | Chan Yan Kit   | 21           | 24           |              |  |                   |               |               |               |               |               |  |  |            |            |            |            |            |  |  |        |        |        |        |        |  |  |
|  |             | Lu Qicheng             | 21          | 22          |             |  |  | Lu Qicheng        | 12             | 22           |              |              |  |                   |               |               |               |               |               |  |  |            |            |            |            |            |  |  |        |        |        |        |        |  |  |
|  | 3/4         | Hafiz Hashim           | 18          | 20          |             |  |  |                   |                |              |              |              |  | Yeoh Kay Bin      | 14            | 21            | 17            |               |               |  |  |            |            |            |            |            |  |  |        |        |        |        |        |  |  |
|  |             | Bandar Sigit Pamungkas | 13          | 7           |             |  |  | Chen Hong         | 21             | 17           | 21           |              |  |                   |               |               |               |               |               |  |  |            |            |            |            |            |  |  |        |        |        |        |        |  |  |
|  | 9/16        | Lee Tsuen Seng         | 21          | 21          |             |  |  |                   | Lee Tsuen Seng | 18           | 21           | 21           |  |                   |               |               |               |               |               |  |  |            |            |            |            |            |  |  |        |        |        |        |        |  |  |
|  |             | Yousuke Nakanishi      | 24          | 11          | 21          |  |  | Yousuke Nakanishi | 21             | 17           | 23           |              |  |                   |               |               |               |               |               |  |  |            |            |            |            |            |  |  |        |        |        |        |        |  |  |
|  | 5/8         | Park Sung-hwan         | 22          | 21          | 17          |  |  |                   |                |              |              |              |  | Yousuke Nakanishi | 15            | 21            | 16            |               |               |  |  |            |            |            |            |            |  |  |        |        |        |        |        |  |  |
|  |             | Wong Choong Hann       | 23          | 13          |             |  |  | Chen Hong         | 21             | 12           | 21           |              |  |                   |               |               |               |               |               |  |  |            |            |            |            |            |  |  |        |        |        |        |        |  |  |
|  | 9/16        | Simon Santoso          | 25          | 21          |             |  |  |                   | Simon Santoso  | 8            | 21           | 23           |  |                   |               |               |               |               |               |  |  |            |            |            |            |            |  |  |        |        |        |        |        |  |  |
|  |             | Anand Pawar            | 11          | 13          |             |  |  | Chen Hong         | 21             | 12           | 25           |              |  |                   |               |               |               |               |               |  |  |            |            |            |            |            |  |  |        |        |        |        |        |  |  |
|  | 2           | Chen Hong              | 21          | 21          |             |  |  |                   |                |              |              |              |  |                   |               |               |               |               |               |  |  |            |            |            |            |            |  |  |        |        |        |        |        |  |  |

### Dameneinzel
- Aprilia Yuswandari –  Chandrika de Silva: 21-18 / 21-7
- Mizuki Fujii –  Ho Kah Mun Vivian: 21-9 / 21-15
- Liu Jie –  Sara Devi Tamang: 21-3 / 21-5
- Kang Hae-won –  Yuan Kartika Putri: 21-14 / 19-21 / 21-18
- Thi Trang Pham –  Pia Zebadiah: w.o.
- Wang Shixian –  Aktar Shapla: 21-6 / 21-6
- Aprilia Yuswandari –  Sumina Shrestha: 21-9 / 21-5
- Dima Issam Alardah –  Diana Amirova: 21-13 / 21-17
- Mizuki Fujii –  Aparna Balan: 21-10 / 21-13
- Liu Jie –  Veronika Sorokina: 21-5 / 21-7
- Kang Hae-won - ?: 21-4 / 21-3
- Thi Trang Pham –  Kaled Alkhalife Razan: 21-4 / 21-7
- Chang Hsin-yun –  Konika Rani Adhikary: 21-11 / 21-14
- Aprilia Yuswandari –  Wang Shixian: 18-21 / 21-16 / 21-11
- Mizuki Fujii –  Dima Issam Alardah: 21-2 / 21-6
- Liu Jie –  Kang Hae-won: 21-17 / 21-13
- Chang Hsin-yun –  Thi Trang Pham: 15-21 / 22-20 / 22-20
- Wang Chen –  Aprilia Yuswandari: 23-21 / 21-7
- Soratja Chansrisukot –  Huang Chia-hsin: 21-19 / 21-16
- Eriko Hirose –  Aditi Mutatkar: 21-18 / 16-21 / 21-19
- Julia Wong Pei Xian –  Maria Kristin Yulianti: 19-21 / 21-14 / 21-14
- Jiang Yanjiao –  Sutheaswari Mudukasan: 21-9 / 21-7
- Saina Nehwal –  Yu Hirayama: 21-18 / 10-21 / 21-15
- Li Li –  Salakjit Ponsana: 21-15 / 21-10
- Cheng Shao-chieh –  Chang Hsin-yun: 21-19 / 21-15
- Trupti Murgunde –  Pia Zebadiah: 21-14 / 16-21 / 21-8
- Wong Mew Choo –  Fransisca Ratnasari: 13-21 / 21-17 / 21-17
- Mizuki Fujii –  Molthila Kitjanon: 21-11 / 21-9
- Lydia Cheah Li Ya –  Kaori Mori: 21-19 / 8-21 / 21-17
- Seo Yoon-hee –  Adriyanti Firdasari: 13-21 / 23-21 / 21-18
- Yip Pui Yin –  Liu Jie: 21-19 / 21-19
- Pai Hsiao-ma –  Xing Aiying: 21-12 / 21-10
- Lu Lan –  Zolzaya Munkhbaatar: 21-11 / 21-10
- Wang Chen –  Soratja Chansrisukot: 21-13 / 21-14
- Eriko Hirose –  Julia Wong Pei Xian: 18-21 / 21-11 / 21-11
- Jiang Yanjiao –  Saina Nehwal: 21-17 / 19-21 / 21-14
- Li Li –  Cheng Shao-chieh: 21-11 / 21-19
- Wong Mew Choo –  Trupti Murgunde: 22-20 / 21-10
- Mizuki Fujii –  Lydia Cheah Li Ya: 21-13 / 24-22
- Yip Pui Yin –  Seo Yoon-hee: 18-21 / 21-13 / 21-17
- Lu Lan –  Pai Hsiao-ma: 21-15 / 21-13

|  | Viertelfinale | Viertelfinale | Viertelfinale | Viertelfinale | Viertelfinale |               |           | Halbfinale    | Halbfinale | Halbfinale | Halbfinale | Halbfinale |  |  | Finale | Finale | Finale | Finale | Finale |
|  |               |               |               |               |               |               |           |               |            |            |            |            |  |  |        |        |        |        |        |
|  | 1             | Wang Chen     | 21            | 13            | 21            |               |           |               |            |            |            |            |  |  |        |        |        |        |        |
|  | 5/8           | Eriko Hirose  | 13            | 21            | 12            |               |           |               |            |            |            |            |  |  |        |        |        |        |        |
|  | 5/8           | Eriko Hirose  | 13            | 21            | 12            |               | Wang Chen | 13            | 17         |            |            |            |  |  |        |        |        |        |        |
|  |               |               |               |               |               |               | Wang Chen | 13            | 17         |            |            |            |  |  |        |        |        |        |        |
|  |               |               | Jiang Yanjiao | 21            | 21            |               |           |               |            |            |            |            |  |  |        |        |        |        |        |
|  | 3/4           | Jiang Yanjiao | Jiang Yanjiao | 21            | 21            | 18            | 21        | 21            |            |            |            |            |  |  |        |        |        |        |        |
|  | 3/4           | Jiang Yanjiao |               |               |               |               |           | 21            |            |            |            |            |  |  |        |        |        |        |        |
|  | 5/8           | Li Li         | 21            | 17            | 15            |               |           |               |            |            |            |            |  |  |        |        |        |        |        |
|  |               |               |               |               |               |               |           | Jiang Yanjiao | 25         | 23         |            |            |  |  |        |        |        |        |        |
|  |               |               | Lu Lan        | 23            | 21            |               |           |               |            |            |            |            |  |  |        |        |        |        |        |
|  | 5/8           | Wong Mew Choo | 21            | 21            |               |               |           |               |            |            |            |            |  |  |        |        |        |        |        |
|  | Q2            | Mizuki Fujii  | 19            | 12            |               |               |           |               |            |            |            |            |  |  |        |        |        |        |        |
|  | Q2            | Mizuki Fujii  | 19            | 12            |               | Wong Mew Choo | 17        | 18            |            |            |            |            |  |  |        |        |        |        |        |
|  |               |               |               |               |               | Wong Mew Choo | 17        | 18            |            |            |            |            |  |  |        |        |        |        |        |
|  |               |               | Lu Lan        | 21            | 21            |               |           |               |            |            |            |            |  |  |        |        |        |        |        |
|  | 5/8           | Yip Pui Yin   | Lu Lan        | 21            | 21            | 3             | 17        |               |            |            |            |            |  |  |        |        |        |        |        |
|  | 5/8           | Yip Pui Yin   |               |               |               |               |           |               |            |            |            |            |  |  |        |        |        |        |        |
|  | 2             | Lu Lan        | 21            | 21            |               |               |           |               |            |            |            |            |  |  |        |        |        |        |        |

### Herrendoppel
- Chanpisey Vann /  Saravuth Prum –  Maher F. Abood /  Jabar Khadem: 21-18 / 21-10
- Radik Zakirov /  Zhomart Dauletaliyev –  Pankaj Chand /  Ram Singh Chaudhari: 21-15 / 21-23 / 25-23
- Akshay Dewalkar /  Jishnu Sanyal –  Nguyễn Hoàng Hải /  Nguyễn Huy Giang: 21-13 / 14-21 / 21-14
- Tariq Mansour Elfawair /  Omar Hani Bani –  Feras Saheb /  Omir H. A. Shallal: 21-10 / 21-12
- Andrei Babad /  Kelvin Ang –  Chanthan Mao /  Sophoan Nuon: 21-10 / 21-11
- Nedko Nedelchev /  Mohammed Jabed Mostafa –  Balaram Thapa /  Pashupati Paneru: 19-21 / 21-7 / 21-12
- Lasitha Menaka /  Sameera Sandakulum –  /  Dowletgeldy Hajiyev: 21-4 / 21-10
- Al-Sayed Hamed Ebrahim Jafar /  Ebrahim Jafar Al-Sayed Hamed –  Chanpisey Vann /  Saravuth Prum: 21-13 / 21-14
- Akshay Dewalkar /  Jishnu Sanyal –  Radik Zakirov /  Zhomart Dauletaliyev: 21-7 / 21-8
- Andrei Babad /  Kelvin Ang –  Tariq Mansour Elfawair /  Omar Hani Bani: 21-19 / 21-18
- Nedko Nedelchev /  Mohammed Jabed Mostafa –  Lasitha Menaka /  Sameera Sandakulum: 21-10 / 21-14
- Choong Tan Fook /  Lee Wan Wah –  Dương Phương Nam /  Nguyễn Ngọc Tung: 21-10 / 21-3
- Khoo Kian Teck /  Yan Sen Koh –  Cho Gun-woo /  Han Sang-hoon: w.o.
- Chan Chong Ming /  Hoon Thien How –  Shintaro Ikeda /  Shuichi Sakamoto: 21-14 / 13-21 / 24-22
- Fang Chieh-min /  Lee Sheng-mu –  Rupesh Kumar /  Sanave Thomas: 21-15 / 21-18
- Albertus Susanto Njoto /  Yohan Hadikusumo Wiratama –  Al-Sayed Hamed Ebrahim Jafar /  Ebrahim Jafar Al-Sayed Hamed: 21-6 / 21-11
- Akshay Dewalkar /  Jishnu Sanyal –  Dương Bảo Đức /  Nguyễn Hoàng Namn: 21-16 / 21-12
- Zakry Abdul Latif /  Fairuzizuan Tazari –  Songphon Anugritayawon /  Sudket Prapakamol: 21-13 / 21-17
- Mohammad Ahsan /  Bona Septano –  Shen Ye /  He Hanbin: 21-15 / 17-21 / 21-17
- Tsai Chia-hsin /  Ho Chung Hsien –  Parash Md. Ahsun Habib /  Mohammed Jabed Mostafa: 21-9 / 21-12
- Gan Teik Chai /  Lin Woon Fui –  Lingga Lie /  Devin Lahardi Fitriawan: 21-12 / 21-19
- Kang Myeong-won /  Ko Sung-hyun –  Chai Biao /  Li Tian: 21-11 / 18-21 / 21-11
- Keita Masuda /  Tadashi Ohtsuka –  Chew Choon Eng /  Hong Chieng Hun: 21-14 / 21-15
- Nuttaphon Narkthong /  Patapol Ngernsrisuk –  Bùi Bằng Đức /  Đào Mạnh Thắng: 21-9 / 21-19
- Ong Soon Hock /  Tan Bin Shen –  Andrei Babad /  Kelvin Ang: 21-3 / 21-8
- Yoga Ukikasah /  Yonathan Suryatama Dasuki –  Chien Yu-hsun /  Lin Yu-lang: 22-20 / 11-21 / 21-12
- Koo Kien Keat /  Tan Boon Heong –  Keishi Kawaguchi /  Naoki Kawamae: 21-19 / 21-10
- Choong Tan Fook /  Lee Wan Wah –  Khoo Kian Teck /  Yan Sen Koh: 21-7 / 21-10
- Fang Chieh-min /  Lee Sheng-mu –  Chan Chong Ming /  Hoon Thien How: 12-21 / 21-9 / 21-14
- Albertus Susanto Njoto /  Yohan Hadikusumo Wiratama –  Akshay Dewalkar /  Jishnu Sanyal: 21-16 / 21-17
- Zakry Abdul Latif /  Fairuzizuan Tazari –  Mohammad Ahsan /  Bona Septano: 22-20 / 9-21 / 21-19
- Tsai Chia-hsin /  Ho Chung Hsien –  Gan Teik Chai /  Lin Woon Fui: 22-20 / 21-15
- Keita Masuda /  Tadashi Ohtsuka –  Kang Myeong-won /  Ko Sung-hyun: 21-11 / 21-16
- Ong Soon Hock /  Tan Bin Shen –  Nuttaphon Narkthong /  Patapol Ngernsrisuk: 21-17 / 21-18
- Koo Kien Keat /  Tan Boon Heong –  Yoga Ukikasah /  Yonathan Suryatama Dasuki: 21-17 / 21-18

|  | Viertelfinale | Viertelfinale                                    | Viertelfinale                        | Viertelfinale | Viertelfinale |                               |    | Halbfinale                  | Halbfinale | Halbfinale | Halbfinale | Halbfinale |  |  | Finale | Finale | Finale | Finale | Finale |
|  |               |                                                  |                                      |               |               |                               |    |                             |            |            |            |            |  |  |        |        |        |        |        |
|  | 1             | Lee Wan Wah Choong Tan Fook                      | 19                                   | 21            | 21            |                               |    |                             |            |            |            |            |  |  |        |        |        |        |        |
|  |               | Lee Sheng-mu Fang Chieh-min                      | 21                                   | 16            | 14            |                               |    |                             |            |            |            |            |  |  |        |        |        |        |        |
|  |               | Lee Sheng-mu Fang Chieh-min                      | 21                                   | 16            | 14            | Lee Wan Wah Choong Tan Fook   | 11 | 21                          | 21         |            |            |            |  |  |        |        |        |        |        |
|  |               |                                                  |                                      |               |               | Lee Wan Wah Choong Tan Fook   | 11 | 21                          | 21         |            |            |            |  |  |        |        |        |        |        |
|  |               |                                                  | Zakry Abdul Latif Fairuzizuan Tazari | 21            | 13            | 15                            |    |                             |            |            |            |            |  |  |        |        |        |        |        |
|  | 3/4           | Albertus Susanto Njoto Yohan Hadikusumo Wiratama | Zakry Abdul Latif Fairuzizuan Tazari | 21            | 13            | 15                            | 13 | 21                          | 21         |            |            |            |  |  |        |        |        |        |        |
|  | 3/4           | Albertus Susanto Njoto Yohan Hadikusumo Wiratama |                                      |               |               |                               |    | 21                          | 21         |            |            |            |  |  |        |        |        |        |        |
|  | 5/8           | Zakry Abdul Latif Fairuzizuan Tazari             | 21                                   | 8             | 16            |                               |    |                             |            |            |            |            |  |  |        |        |        |        |        |
|  |               |                                                  |                                      |               |               |                               |    | Lee Wan Wah Choong Tan Fook | 21         | 11         | 21         |            |  |  |        |        |        |        |        |
|  |               |                                                  | Koo Kien Keat Tan Boon Heong         | 14            | 21            | 12                            |    |                             |            |            |            |            |  |  |        |        |        |        |        |
|  |               | Tsai Chia-hsin Hu Chung-shien                    | 21                                   | 21            |               |                               |    |                             |            |            |            |            |  |  |        |        |        |        |        |
|  | 3/4           | Keita Masuda Tadashi Ohtsuka                     | 14                                   | 10            |               |                               |    |                             |            |            |            |            |  |  |        |        |        |        |        |
|  | 3/4           | Keita Masuda Tadashi Ohtsuka                     | 14                                   | 10            |               | Tsai Chia-hsin Hu Chung-shien | 21 | 16                          | 10         |            |            |            |  |  |        |        |        |        |        |
|  |               |                                                  |                                      |               |               | Tsai Chia-hsin Hu Chung-shien | 21 | 16                          | 10         |            |            |            |  |  |        |        |        |        |        |
|  |               |                                                  | Koo Kien Keat Tan Boon Heong         | 18            | 21            | 21                            |    |                             |            |            |            |            |  |  |        |        |        |        |        |
|  | 5/8           | Ong Soon Hock Tan Bin Shen                       | Koo Kien Keat Tan Boon Heong         | 18            | 21            | 21                            | 16 | 10                          |            |            |            |            |  |  |        |        |        |        |        |
|  | 5/8           | Ong Soon Hock Tan Bin Shen                       |                                      |               |               |                               |    | 10                          |            |            |            |            |  |  |        |        |        |        |        |
|  | 2             | Koo Kien Keat Tan Boon Heong                     | 21                                   | 21            |               |                               |    |                             |            |            |            |            |  |  |        |        |        |        |        |

### Damendoppel
- Duanganong Aroonkesorn /  Kunchala Voravichitchaikul –  Wai See Wong /  Chor Hooi Yee: 24-22 / 21-18
- Ma Jin /  Wang Xiaoli –  Kim Min-jung /  Hong Soo-jung: 22-20 / 21-19
- Lim Pek Siah /  Joanne Quay –  Yang Chia-chen /  Cynthia Calderon: 21-15 / 17-21 / 21-12
- Vanessa Neo Yu Yan /  Shinta Mulia Sari –  Haw Chiou Hwee /  Lim Yin Loo: 21-10 / 21-16
- Cheng Shu /  Zhao Yunlei –  Lita Nurlita /  Natalia Poluakan: 21-18 / 21-17
- Aktar Shapla /  Konika Rani Adhikary –  Chandrika de Silva /  Thilini Jayasinghe: w.o.
- Fong Chew Yen /  Ooi Sock Ai –  Dima Issam Alardah /  Kaled Alkhalife Razan: 21-4 / 21-8
- Zhao Tingting /  Yang Wei –  Chau Hoi Wah /  Wong Man Ching: 21-6 / 21-5
- Sara Devi Tamang /  Sumina Shrestha –  Veronika Sorokina /  Diana Amirova: 21-3 / 21-18
- Kumiko Ogura /  Reiko Shiota –  Chou Chia-chi /  Ku Pei-ting: 21-12 / 21-8
- Nitya Krishinda Maheswari /  Nadya Melati –  Wang Shixian /  Liu Jie: 21-18 / 19-21 / 21-16
- Duanganong Aroonkesorn /  Kunchala Voravichitchaikul –  Cheng Wen-hsing /  Chien Yu-chin: 21-18 / 21-17
- Ma Jin /  Wang Xiaoli –  Aparna Balan /  B. R. Meenakshi: 21-10 / 21-15
- Miyuki Maeda /  Satoko Suetsuna –  Lim Pek Siah /  Joanne Quay: w.o.
- Cheng Shu /  Zhao Yunlei –  Vanessa Neo Yu Yan /  Shinta Mulia Sari: 21-8 / 21-7
- Fong Chew Yen /  Ooi Sock Ai –  Aktar Shapla /  Konika Rani Adhikary: 21-5 / 21-8
- Zhao Tingting /  Yang Wei –  Aki Akao /  Tomomi Matsuda: 21-7 / 21-13
- Kumiko Ogura /  Reiko Shiota –  Sara Devi Tamang /  Sumina Shrestha: 21-7 / 21-9
- Chin Eei Hui /  Wong Pei Tty –  Nitya Krishinda Maheswari /  Nadya Melati: 10-21 / 21-17 / 21-13

|  | Halbfinale | Halbfinale                                        | Halbfinale | Halbfinale | Halbfinale |  |  | Finale | Finale                 | Finale | Finale | Finale |
|  |            |                                                   |            |            |            |  |  |        |                        |        |        |        |
|  |            |                                                   |            |            |            |  |  |        |                        |        |        |        |
|  |            | Cheng Shu Zhao Yunlei                             | 21         | 21         |            |  |  |        |                        |        |        |        |
|  |            | Duanganong Aroonkesorn Kunchala Voravichitchaikul | 14         | 6          |            |  |  |        |                        |        |        |        |
|  |            |                                                   |            |            |            |  |  |        | Cheng Shu Zhao Yunlei  | 10     | 11     |        |
|  |            |                                                   |            |            |            |  |  |        | Yang Wei Zhao Tingting | 21     | 21     |        |
|  |            | Kumiko Ogura Reiko Shiota                         | 15         | 9          |            |  |  |        |                        |        |        |        |
|  |            | Yang Wei Zhao Tingting                            | 21         | 21         |            |  |  |        |                        |        |        |        |
|  |            |                                                   |            |            |            |  |  |        |                        |        |        |        |

### Mixed
- Chen Chun-chi /  Huang Chia-hsin –  Zhomart Dauletaliyev /  Veronika Sorokina: 21-14 / 21-11
- Nedko Nedelchev /  Konika Rani Adhikary –  Lasitha Menaka /  Chandrika de Silva: 16-21 / 21-16 / 21-12
- Tariq Mansour Elfawair /  Kaled Alkhalife Razan –  Radik Zakirov /  Diana Amirova: 21-11 / 21-10
- Uddin Saif /  Aktar Shapla - ?: 21-9 / 21-2
- Chai Biao /  Wang Xiaoli –  Chen Chun-chi /  Huang Chia-hsin: 21-3 / 21-14
- Nedko Nedelchev /  Konika Rani Adhikary –  Omar Hani Bani /  Dima Issam Alardah: 21-10 / 21-15
- Tariq Mansour Elfawair /  Kaled Alkhalife Razan –  Ram Singh Chaudhari /  Sara Devi Tamang: 21-17 / 21-9
- Nguyễn Hoàng Hải /  Thi Trang Pham –  Uddin Saif /  Aktar Shapla: 21-5 / 21-7
- Hoon Thien How /  Ooi Sock Ai –  Songphon Anugritayawon /  Kunchala Voravichitchaikul: 21-13 / 18-21 / 21-19
- Tsai Chia-hsin /  Cheng Shao-chieh –  Khoo Kian Teck /  Liu Fan Frances: 22-20 / 23-21
- He Hanbin /  Yu Yang –  Lim Khim Wah /  Ng Hui Lin: 21-15 / 21-16
- Tadashi Ohtsuka /  Satoko Suetsuna –  Chai Biao /  Wang Xiaoli: 21-17 / 21-18
- Chen Hung-ling /  Chou Chia-chi –  Tariq Mansour Elfawair /  Kaled Alkhalife Razan: 21-5 / 21-10
- Gan Teik Chai /  Haw Chiou Hwee –  Balaram Thapa /  Sumina Shrestha: 21-5 / 21-11
- Han Sang-hoon /  Kim Min-jung –  Shen Ye /  Zhao Yunlei: 21-17 / 21-19
- Devin Lahardi Fitriawan /  Lita Nurlita –  Yohan Hadikusumo Wiratama /  Chau Hoi Wah: 21-17 / 21-17
- Valiyaveetil Diju /  Aparna Balan –  Cho Gun-woo /  Hong Soo-jung: 21-7 / 21-12
- Xu Chen /  Zhao Tingting –  Zakry Abdul Latif /  Goh Liu Ying: 21-13 / 21-9
- Yan Sen Koh /  Vanessa Neo Yu Yan –  Nguyễn Hoàng Hải /  Thi Trang Pham: 25-23 / 17-21 / 25-23
- Alroy Tanama Putra /  Louisa Koon Wai Chee –  Chien Yu-hsun /  Pai Hsiao-ma: 22-20 / 21-16
- Keita Masuda /  Miyuki Maeda –  Hsieh Yu-hsing /  Chien Yu-chin: 13-21 / 27-25 / 21-11
- Fairuzizuan Tazari /  Wong Pei Tty –  Parash Md. Ahsun Habib /  Konika Rani Adhikary: 21-11 / 21-6
- Tan Wee Kiong /  Woon Khe Wei –  Lingga Lie /  Nitya Krishinda Maheswari: 21-7 / 21-7
- Li Tian /  Ma Jin –  Kennevic Asuncion /  Kennie Asuncion: 21-18 / 21-9
- Hoon Thien How /  Ooi Sock Ai –  Tsai Chia-hsin /  Cheng Shao-chieh: 22-20 / 21-18
- He Hanbin /  Yu Yang –  Tadashi Ohtsuka /  Satoko Suetsuna: 21-13 / 21-8
- Chen Hung-ling /  Chou Chia-chi –  Gan Teik Chai /  Haw Chiou Hwee: 21-13 / 21-9
- Devin Lahardi Fitriawan /  Lita Nurlita –  Han Sang-hoon /  Kim Min-jung: 21-18 / 17-21 / 21-17
- Xu Chen /  Zhao Tingting –  Valiyaveetil Diju /  Aparna Balan: 21-17 / 21-16
- Alroy Tanama Putra /  Louisa Koon Wai Chee –  Yan Sen Koh /  Vanessa Neo Yu Yan: 21-10 / 23-21
- Fairuzizuan Tazari /  Wong Pei Tty –  Keita Masuda /  Miyuki Maeda: 21-15 / 21-8
- Tan Wee Kiong /  Woon Khe Wei –  Li Tian /  Ma Jin: 21-8 / 21-16

|  | Halbfinale | Halbfinale                           | Halbfinale | Halbfinale | Halbfinale |  |  | Finale | Finale                | Finale | Finale | Finale |
|  |            |                                      |            |            |            |  |  |        |                       |        |        |        |
|  |            |                                      |            |            |            |  |  |        |                       |        |        |        |
|  |            | Xu Chen Zhao Tingting                | 21         | 23         |            |  |  |        |                       |        |        |        |
|  |            | Fairuzizuan Tazari Wong Pei Tty      | 19         | 21         |            |  |  |        |                       |        |        |        |
|  |            |                                      |            |            |            |  |  |        | Xu Chen Zhao Tingting | 20     | 15     |        |
|  |            |                                      |            |            |            |  |  |        | He Hanbin Yu Yang     | 22     | 21     |        |
|  |            | Devin Lahardi Fitriawan Lita Nurlita | 16         | 12         |            |  |  |        |                       |        |        |        |
|  |            | He Hanbin Yu Yang                    | 21         | 21         |            |  |  |        |                       |        |        |        |
|  |            |                                      |            |            |            |  |  |        |                       |        |        |        |

## Medaillenspiegel
| Rang   | Land                | Gold | Silber | Bronze | Gesamt |
| ------ | ------------------- | ---- | ------ | ------ | ------ |
| 1      | Volksrepublik China | 3    | 4      | 0      | 7      |
| 2      | Malaysia            | 1    | 1      | 4      | 6      |
| 3      | Indonesien          | 1    | 0      | 1      | 2      |
| 4      | Indien              | 0    | 0      | 1      | 1      |
| 4      | Hongkong            | 0    | 0      | 1      | 1      |
| 4      | Chinesisch Taipeh   | 0    | 0      | 1      | 1      |
| 4      | Thailand            | 0    | 0      | 1      | 1      |
| 4      | Japan               | 0    | 0      | 1      | 1      |
| Gesamt | Gesamt              | 5    | 5      | 10     | 20     |